# Guichard Ier Dauphin
Guichard Ier Dauphin (Probablement 1331 - 1403 avant le 7 décembre), documenté depuis 1347, est un noble et militaire français et, en tant que grand maître des arbalétriers, grand officier de la couronne au service du roi Charles V le Sage, seigneur de Jaligny et de Treteau.
Il est le deuxième fils du second mariage de Robert Ier Dauphin « le sage » (1290-1330) avec d'Isabeau de Châtelperron et le frère de Hugues Dauphin (†1356) dont il a hérité les titres de Jaligny et de Tréteau à la mort de celui-ci.
Il est l'époux (vers 1365) d'Isabeau de Sancerre,, dont il a deux fils : Guichard II Dauphin, vers 1365 ou 1371 et Louis.
En secondes noces, il épouse Marguerite de Frôlois, dont il n'a pas d'enfant.

## Biographie

### Succession de Robert Ier Dauphin
Robert Ier Dauphin mourut le 19 octobre 1330 et fut inhumé à l'abbaye des chanoines prémontrés de Saint-André-lès-Clermont,. Après sa mort, une contestation s'éleva entre ses enfants et Isabeau de Châtelperron, dame de la Ferté-Chauderon, sa seconde épouse, au sujet de ses conventions matrimoniales. 
Une transaction fut conclue en fin juin 1331 par laquelle son fils aîné Robert II Dauphin, né d'un premier mariage avec Almodie de Combronde, reçut le fief de Saint-Ilpize. De là issit la lignée des Dauphins de Saint-Ilpize et de Combronde,. 
Les fiefs de Jaligny et de Tréteau furent quant à eux dévolus à son épouse Isabeau, et à son fils Hugues Dauphin. Celui-ci hérita de sa mère, morte en 1355, mais il fut tué à la bataille de Poitiers en 1356 et ses biens échurent à Guichard. 

### Jeunesse
Guichard s'était d'abord engagé dans la cléricature en 1346 et déclarait alors vouloir demeurer dans l'état clérical, comme le montre un acte de donation qu'il fit à son frère la même année, « dans lequel il se réserve pour ses habits la somme de trente livres par an jusques à ce qu'il auroit un semblable ou plus grand revenu en bénéfices ». Finalement, il prit la qualité d'écuyer en 1355. 

### Premier mariage
Désormais seigneur de Jaligny et Treteau par l'héritage de son frère et de la Ferté-Chauderon par celui – indirect – de sa mère, Guichard Ier Dauphin était suffisamment riche pour être en mesure de se marier. Il épousa Isabeau de Sancerre († 1373), fille de Louis II, comte de Sancerre et de Béatrice de Roucy, veuve de Pierre de Graçay et sœur de Louis de Sancerre († 1402), qui deviendra maréchal de France en 1368 et connétable de France en 1397. Grâce à celui-ci, il accéda au premier cercle du roi Charles V le Sage. À partir de cette époque, les seigneurs de Jaligny successifs prirent une part active aux affaires du royaume. 

### Au service du duc de Bourbon

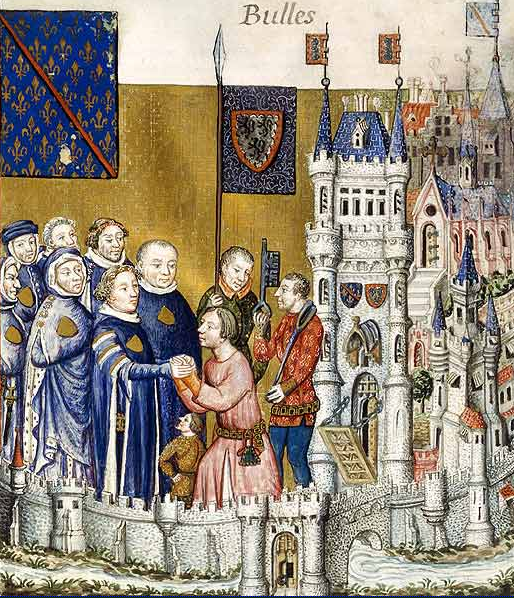
Le duc Louis II et les chevaliers de l'Écu d'or

Descendant en ligne collatérale des dauphins d'Auvergne et donc cousin par alliance de Louis II de Bourbon, dont il était « l'un des plus valeureux compagnons », et qualifié de « vaillant homme et Seigneur de grand mérite » par Jouvenel des Ursins, il joua un rôle actif dans la défense du Bourbonnais pendant la captivité du duc en Angleterre de 1360 à 1367. Celui-ci était en effet l'un des otages livrés à la Cour d'Angleterre en échange de la libération de Jean II, fait prisonnier à Poitiers. Le 1er janvier 1367, en récompense de sa fidélité, Louis II le reçut le  dans l'ordre de l'Écu d'or qu'il instituait ce jour-là pour gratifier les principaux gentilshommes de son domaine . 
Au cours de cette même année, Guichard assiégea le château de Jaligny, alors occupé par les Anglais, et, par des actions longues et pénibles, contraignit ceux-ci à se retirer. Les opérations poliorcétiques endommagèrent gravement la ville et Guichard dut en rétablir presque entièrement l'enceinte.

### Second mariage
Après la mort d'Isabeau, survenue avant 1375, Guichard Ier épousa en secondes noces 
Marguerite de Frolois († 1401), fille de Jean de Frolois, seigneur de Molinot, de Montfort et de Jaulges, et d'Isabeau d'Arcis, dame de Pacy, veuve de Simon de Châteauvillain puis de Jean IV de Châtillon. En 1381, n'ayant pas d'enfant de leur union ni espoir d'en avoir, les époux se firent donation mutuelle de « tous leurs meubles et acquets ».

### Au service du roi de France

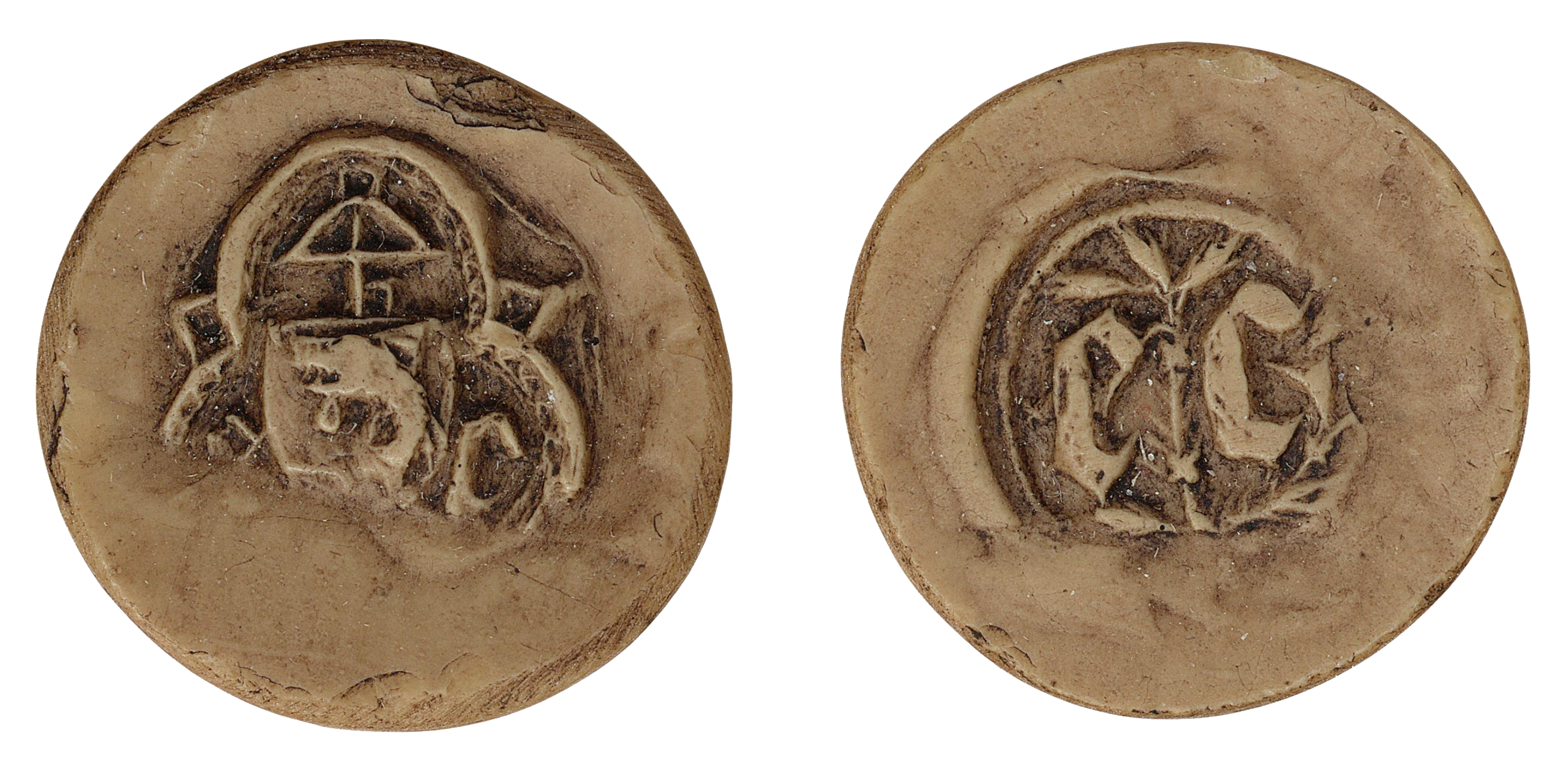
Sceau et contre-sceau de Guichard Ier Dauphin.

Guichard Dauphin reçut par la suite de Charles V la charge de gouverneur du futur roi Charles VI et des autres enfants royaux et tint successivement plusieurs grands offices de la couronne : chambellan du roi Charles V, conseiller du roi, échanson de France (1380-1382), et grand maître des arbalétriers de France en 1379, remplaçant à cet office Hugues de Châtillon-Dampierre, déchu, qui retrouva sa charge en 1382, puis lui succédant à nouveau de 1386 à 1394, et enfin, à la suite de Jean IV de Bueil, de 1399, année pendant laquelle il accompagna le roi, contraint de se retirer en Normandie, en raison de l'épidémie de peste noire qui ravageait alors Paris, jusqu'à sa mort, en 1403.
En 1402, avec le maréchal de France Jean II de Rieux, il leva une armée de 12 000 hommes et gagna la principauté de Galles pour soutenir la révolte des Gallois menée par Owain Glyndŵr, premier prince de Galles, contre le roi d'Angleterre Henri IV. D'après Baluze, « ils n'y firent autre chose digne de remarque si ce n'est qu'il ruinèrent tout le pays par où ils passèrent & obligèrent le Roy d'Angleterre de quitter le champ de bataille au Prince son fils et de se retirer à Wincestre ».

### Mort et postérité
Guichard Ier mourut en 1403. Son fils Guichard II Dauphin (1366-1415) hérita de ses titres féodaux et de ses biens. Son second fils, Louis, sans lignée, était mort jeune au monastère de Marseigne.
Guichard avait eu aussi un fils naturel, Claude ou Claudin. Celui-ci, connu sous le nom de « bâtard de Jaligny », recevra de son demi-frère Guichard II la maison forte et la ville de Dornes en Nivernais, le 2 avril 1407.

### Héraldique
| Blason | Blasonnement : D'or au dauphin pâmé d'azur, qui est des Dauphins d'Auvergne. Commentaires : Blason utilisé par Guichard Ier sur ses seaux, parfois timbré d'une arbalète, signe de son office de maître de arbalétriers de France. |

Les auteurs ont donné ou dessiné plusieurs blasonnements des armes de Guichard Dauphin. Il est probable qu'il n'ait, en réalité, porté aucune des brisures qui lui ont été attribuées, dont on ne voit pas les traces sur ses sceaux.
| Blason | Blasonnement : D'or au dauphin pâmé d'azur allumé et oreillé de gueules. Commentaires : Attribué par l'armorial de Gelre, folio 109, 1370-1414. |

| Blason | Blasonnement : D'or, au dauphin pâmé d'azur, au bâton de gueules chargé d'un écusson en chef. Commentaires : Attribué par Étienne Baluze dans Histoire généalogique de la maison d'Auvergne, 1708. Blason des seigneurs de Jaligny. |

| Blason | Blasonnement : D’or, au dauphin pâmé d’azur, au lambel de gueules de trois pièces et chef. Commentaires : Attribué par Anselme de Sainte-Marie, dans Histoire généalogique et chronologique de la Maison royale de France, des pairs, grands officiers de la couronne... , 1733. |